# Noboru Takeshita
Noboru Takeshita (竹下 登 Takeshita Noboru?,  Kakeyama, Prefectura de Shimane, 26 de febrero de 1924 – Minato, Tokio, 19 de junio de 2000) fue un político japonés, así como también el 74.º primer ministro de Japón desde el 6 de noviembre de 1987 hasta el 3 de junio de 1989.
Takeshita lideró la facción más grande en aquel entonces, el Partido Liberal Democrático, cargo que heredó de Kakuei Tanaka, desde la década de 1980 hasta su muerte en 2000. Fue apodado el "último shogun sombra" por su influencia tras bastidores en la política japonesa. También fue el último primer ministro en servir durante el largo gobierno del emperador Hirohito.

## Biografía
Takeshita nació el 26 de febrero de 1924 en la ciudad de Kakeyama (hoy en día la ciudad de Unnan), prefectura de Shimane. Fue el único hijo de Yūzō Takeshita (1900-1984), un comerciante de sake y posteriormente político, y su primera esposa, Yuiko (1904-1945). Tuvo también tres medio hermanos, todos ellos frutos del segundo matrimonio de su padre: Wataru (n. 1946), quien también es político, Saburō (quien se hizo cargo del negocio de su padre) y Sakae. Asistió y se graduó de la Universidad de Waseda.
Takeshita contrajo matrimonio antes de la Segunda Guerra Mundial, cuando se unió al Ejército Imperial Japonés para servir como instructor. Su esposa, Masae, se suicidó mientras él estaba en la guerra, un suceso sobre el cual el autor Jacob Schlesinger argumentó que convirtió a Takeshita en alguien obsesivo con su compostura y muy reservado para mostrar su ira hacia los demás.
En 1946, Takeshita nuevamente contrajo matrimonio con Naoko Endō, una prima lejana. La pareja tuvo cuatro hijos: Kazuko (1946), Maruko (1948), Rikidō (quien murió un mes después de su nacimiento en 1954) y Kimiko (1955). Entre sus nietos se encuentran el cantante Daigo y la mangaka Eiki Eiki.
Después de la guerra, Takeshita trabajó como profesor de inglés y dirigió un equipo de judo de una escuela secundaria antes de ingresar a la política en 1951. Como un joven competidor de judo, Takeshita era conocido por su habilidad para evitar derrotar a oponentes más débiles y evitar ser derrotado por oponentes más fuertes que él.

## Trayectoria política

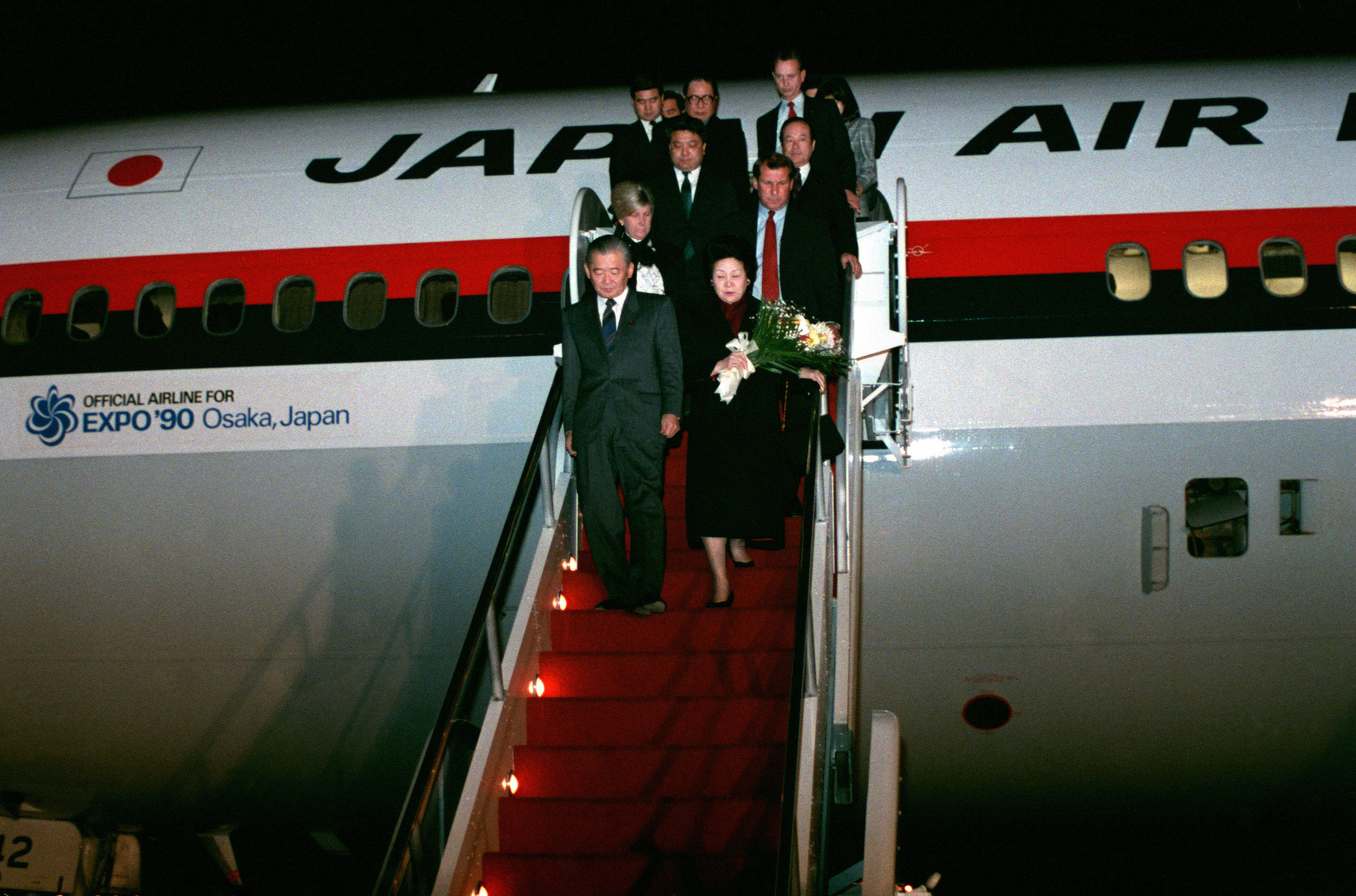
Takeshita y su esposa Naoko, desembarcando durante una visita de estado de EE. UU.

Takeshita sirvió como asambleísta local en la prefectura de Shimane desde 1951. En 1958, Takeshita entró a la cámara baja de la Dieta de Japón, uniéndose a la poderosa facción de Kakuei Tanaka del Partido Liberal Democrático de Japón. Se convirtió en el portador de fondos principal de Tanaka, viajando por el país tratando de sumar las arcas del PLD. Sirvió como Secretario Jefe del Gabinete desde 1971 hasta 1974, Ministro de Construcción en 1976, Ministro de Finanzas desde 1979 a 1980 y desde 1982 hasta 1986 (en ese período se volvió famoso por la firma de la Plaza Accord).
En 1985, el poder de Takeshita dentro del partido había eclipsado al de Tanaka y fue capaz de superar el liderazgo de la facción mayor del PLD al derrotar a Tanaka. En julio de 1986, abandonó el gabinete para ser nombrado secretario general del partido. En noviembre de 1987 fue elegido presidente del partido y subsecuentemente primer ministro, reemplazando a Yasuhiro Nakasone, su rival interno.
El escándalo de los reclutas forzó a Takeshita a renunciar en 1989, a pesar de que fue acusado de corrupción y tráfico de influencias, nunca se le formularon cargos y fue capaz de retener su escaño en la Dieta hasta poco antes de su muerte.
En sus últimos años mantuvo un rol tras bastidores en el PLD, siendo mentor de los futuros primeros ministros Sōsuke Uno, Toshiki Kaifu y Keizō Obuchi. Murió de una falla respiratoria en 2000 tras estar un año hospitalizado.

## Años posteriores y muerte
Aunque Takeshita fue acusado de tráfico de información privilegiada y corrupción, nunca fue imputado y pudo conservar su escaño en la Dieta hasta poco antes de su muerte. Siguió siendo una figura clave entre bastidores en el PLD, asesorando a los futuros primeros ministros Sōsuke Uno , Toshiki Kaifu y Keizō Obuchi . Tsutomu Hata e Ichiro Ozawa abandonaron la facción de Takeshita para formar el Partido de Renovación de Japón . Keizo Obuchi heredó lo que quedaba de la facción, apoyó la elección de Ryutaro Hashimoto como primer ministro y él mismo se convirtió en primer ministro entre 1999 y 2000; falleció de un derrame cerebral a principios de 2000 y Hashimoto asumió el control de la facción.
El propio Takeshita falleció de insuficiencia respiratoria en junio de 2000 tras más de un año hospitalizado, durante el cual se le atribuyó haber "planeado" la coalición entre el PLD y el Nuevo Komeito y haber organizado la elección del primer ministro Yoshiro Mori desde su cama de hospital. Había planeado retirarse de la Dieta a partir de las elecciones generales de 2000 , celebradas pocos días después de su muerte. The Economist calificó su muerte como el fin de una era que fue "una mezcla vertiginosa de brillantez y corrupción" en la política japonesa.